# Vuvuzela
Vuvuzela, numită și „lepatata” în setswana, este o trompetă de aproximativ 1 metru lungime folosită pe stadioanele din Africa de Sud de către suporteri în timpul meciurilor de fotbal. Originea numelui este în continuare disputată. În limba zulu înseamnă „a face zgomot” — de la „vuvu” —, iar în argou provine de la cuvântul „duș”.

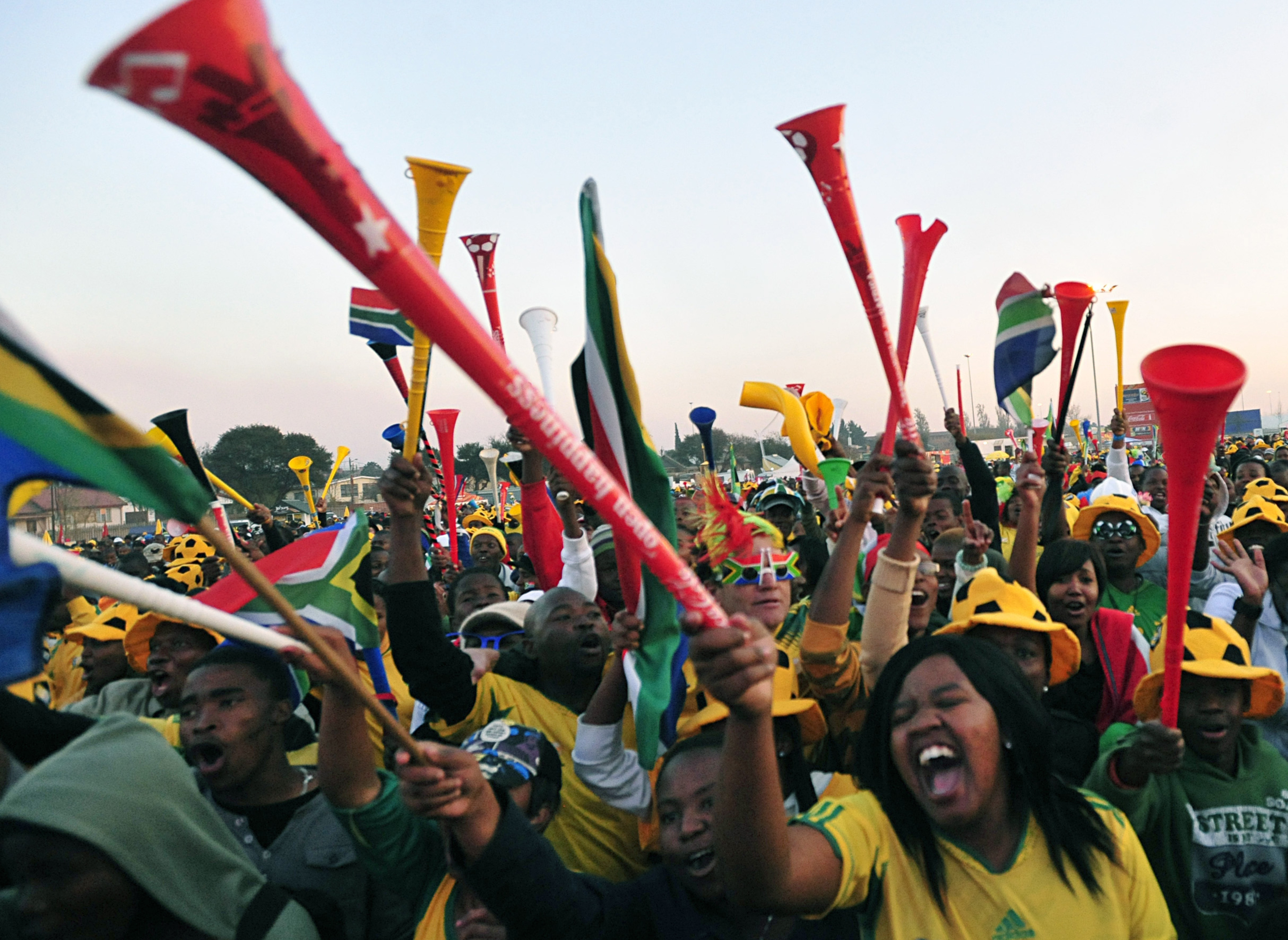
Oamenii africani poartă un steag Africa de Sud cu vuvuzele

În timpul Cupei Confederațiilor la Fotbal 2010 din Africa de Sud, FIFA a primit multiple plângeri din partea mai multor televiziuni europene care au solicitat interzicerea vuvuzelei pe stadioane la Cupa Mondială din 2010 din cauza zgomotului produs. Mijlocașul spaniol Xabi Alonso a cerut de asemenea interzicerea vuvuzelei spunând că zgomotul produs face grea comunicarea și concentrarea jucătorilor, fără să aducă nimic nou atmosferei.